# Cacostola volvula
Cacostola volvula là một loài bọ cánh cứng trong họ Cerambycidae.